# Markfuktighetsklass
Markfuktighetsklass är en indelning av skogens marktyper.
Följande klasser har definierats:
- Torr mark: Grundvattenytan ligger djupare än 2 meter och där rörligt grundvatten saknas.
- Frisk mark: Grundvattenytan ligger på ett djup av 1–2 meter.
- Fuktig mark: Grundvattenytan ligger inom 1 meters djup.
- Blöt mark: Grundvattenytan bildar permanenta vattensamlingar i markytan.